# Victor Spinetti
Vittorio Giorgio Andrea Spinetti (2. září 1929 Cwm, Ebbw Vale, Wales – 18. června 2012 Monmouth, Wales) byl velšský herec, komik a spisovatel. Jeho dědeček byl Ital, který přišel do Walesu za prací v hornictví.

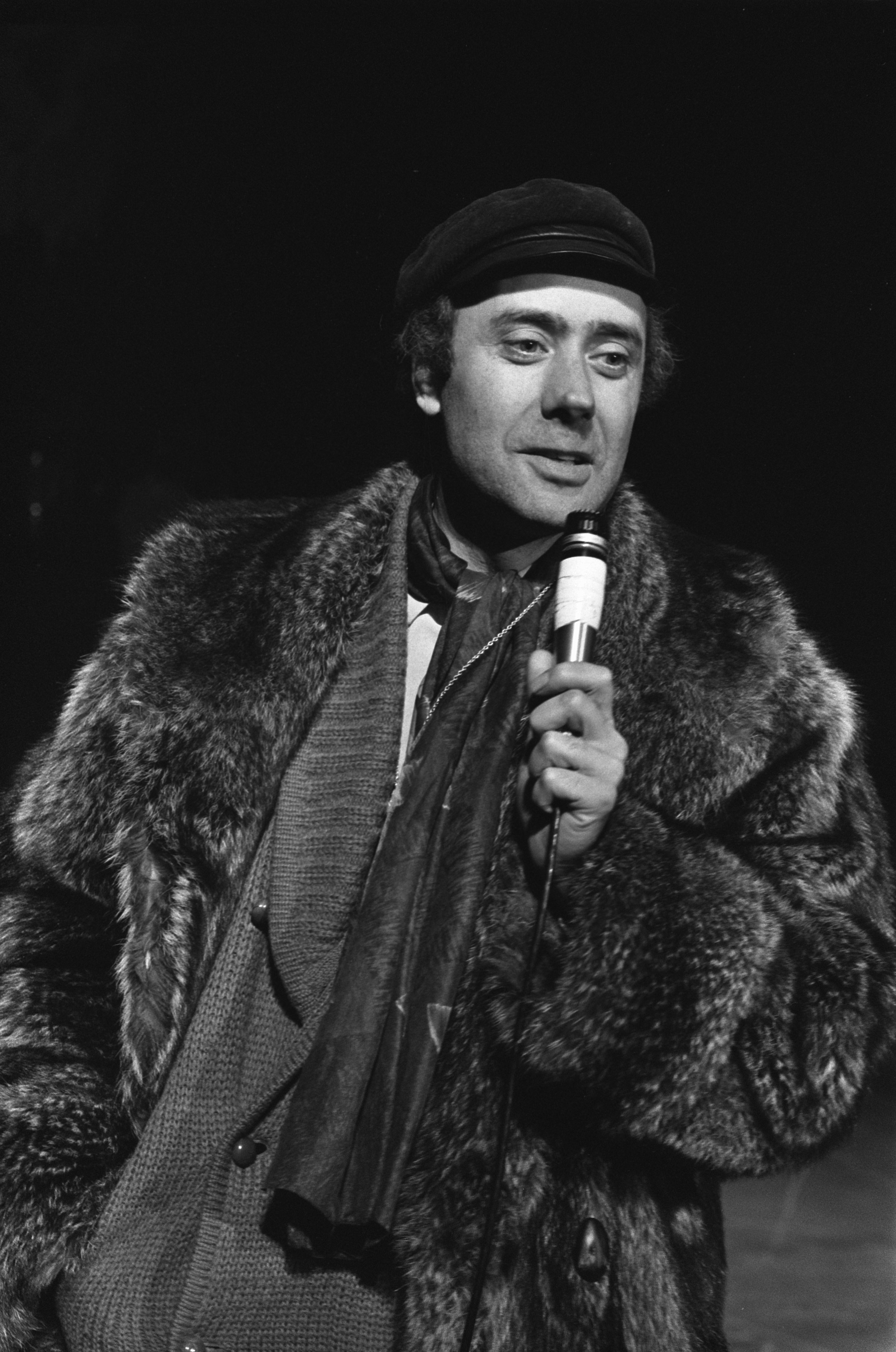
Roku 1969 v Amsterdamu

V šedesátých letech Spinetti vešel do povědomí díky účinkování ve filmech se skupinou The Beatles – Perný den, Help! a Magical Mystery Tour. V roce 1965 získal cenu Tony Award.
Byl homosexuál a žil celý život s jedním partnerem až do jeho smrti. V roce 2011 mu byl diagnostikován karcinom prostaty, na který v červnu 2012 zemřel.